# Nix v. Hedden
Nix v. Hedden var en sag, hvor USA's højesteret afgjorde, om tomaten skulle gælde som en frugt eller en grøntsag under Tariff Act of 1883, da der kun skulle betales skat af importerede grøntsager og ikke frugter. Underbygget af den "almene" mening afgjorde retten, at tomaten er grøntsag, selvom den botanisk set er en frugt.